# ساتوشی ایشی
ساتوشی ایشی (انگلیسی: Satoshi Ishii؛ زادهٔ ۱۹ دسامبر ۱۹۸۶) جودوکار اهل ژاپن است.